# Marvin Junior
Marvin Junior född Marvin Curtis Junior 31 januari 1936 i Harrell, Arkansas, USA, död 29 maj 2013, var en amerikansk sångare, kompositör och sångtextförfattare.
Junior var medlem i doo wop-gruppen The Dells.